# Кесоая
Кесоая (рум. Căsoaia) — село у повіті Алба в Румунії. Входить до складу комуни Аврам-Янку.
Село розташоване на відстані 338 км на північний захід від Бухареста, 71 км на північний захід від Алба-Юлії, 77 км на південний захід від Клуж-Напоки, 137 км на північний схід від Тімішоари.

## Населення
За даними перепису населення 2002 року у селі проживали 38 осіб, усі — румуни. Усі жителі села рідною мовою назвали румунську.